# Каратницький Іван Володимирович
Іван Каратницький (1889, м. Чернівці — 14 серпня 1916, біля с. Потутори, Бережанський район, Тернопільська область) — лейтенант (четар), командир 4-ї сотні легіону УСС. Брат хорунжого легіону УСС Романа Каратницького.

## Життєпис
Народився у 1889 році в місті Чернівці у сім'ї греко-католицького священника о. Володимира Каратницького (1862—1900 с. Григорів) та Ольги з роду де Шиллінг-Сінгалевичів (de Schilling-Siengalewicz). 
Учасник Карпатської воєнної кампанії. Відзначився відвагою у боях за гору Маківку (квітень—травень 1915).
Під час боїв на річці Стрипа замінив командира 4-ї сотні Зенона Носковського та відзначився хоробрістю. 
Загинув 14 серпня 1916 біля с. Потутори (тепер Бережанський район, Тернопільська область). Похований на стрілецькому цвинтарі в селі Лісники.